# هومبيرتو ثيربانتس فيغا
هومبيرتو ثيربانتس فيغا (بالإسبانية: Humberto Cervantes Vega)‏ هو محامي وسياسي مكسيكي، ولد في 7 مارس 1944 في ولاية زاكاتيكاس في المكسيك. حزبياً، نشط في الحزب الثوري المؤسساتي. وقد انتخب عضو مجلس النواب المكسيك.